# Bryan Róchez
Bryan Giovanni Róchez Mejía (Tegucigalpa, Honduras, 1 de enero de 1995) es un futbolista hondureño, juega como delantero y su club es el Leixões S. C. de la Segunda Liga.

## Trayectoria

### Real España
Nació en Tegucigalpa, pero creció en Tornabé, una comunidad garífuna cercana a Tela. Tuvo sus comienzos en las categorías inferiores del Real España, donde pasó desde la liga infantil hasta el torneo de reservas. En 2012, con 17 años de edad, fue promovido al primer equipo bajo la dirección técnica de Mario «Marito» Zanabria. 
Debutó el 13 de octubre de 2012 frente al Deportes Savio, en el Estadio Morazán de San Pedro Sula, en un encuentro correspondiente a la 13.ª jornada del Torneo Apertura. El técnico catedrático de entonces, Nahúm Espinoza, incluyó a Róchez en el once titular de ese partido. Sin embargo, cuando transcurrían 53 minutos de juego, fue sustituido por Allan Lalín. El juego finalizó con empate de 1 a 1. 
El 24 de marzo de 2013, durante el segundo «clásico sampedrano» del Torneo Clausura, anotó el primer gol de su carrera. Hasta el minuto 41, el Marathón se encontraba ganando con anotación de Mariano Acevedo al minuto 21, pero Róchez se encargó de marcar el gol que significó el empate. El encuentro finalizó con ese marcador, 1 a 1.
Bajo las órdenes de Hernán «Pelícano» Medford se consagró campeón del Torneo Apertura 2013 y campeón de goleo con 10 anotaciones. Obtuvo la misma racha en el siguiente torneo, con lo cual logró un total de 20 goles en la temporada. Ese excelente rendimiento lo llevó a llamar la atención de clubes como Celtic y Cagliari, aunque no logró concretar traspasos.
Debutó en un partido internacional contra el Pachuca el 6 de agosto de 2014, cuando ingresó de cambio por el argentino Ismael Gómez en un encuentro correspondiente a la fase de grupos de la Concacaf Liga Campeones 2014-15. El mismo terminó con victoria de 4 a 1 favorable al cuadro mexicano. En ese torneo también anotó su primer gol internacional en el empate del 21 de agosto contra el Municipal por 1 a 1.

### Orlando City
El 8 de diciembre de 2014 fue anunciado como refuerzo de la nueva franquicia de la MLS, Orlando City. El 8 de marzo de 2015 realizó su debut con el Orlando City durante el empate de 1 a 1 contra el New York City, ingresó al juego en el minuto 80 como reemplazo de Lewis Neal. Anotó su primer gol el 13 de septiembre de 2015, a pase de Brek Shea, en la victoria de 3 a 1 sobre el Sporting Kansas City. En el siguiente juego, disputado el 19 de septiembre en la visita al Chicago Fire, y tras un pase de Darwin Cerén, Róchez anotó el gol que le dio a su equipo la victoria de 1 a 0. Su tercer y último gol lo anotó el 25 de septiembre, en el triunfo de visita por 5 a 2 sobre el New York Red Bull, tras un pase de Kaká.

### Vuelta a Real España
El 21 de julio de 2016 se confirmó su regreso al Real España, en condición de préstamo por seis meses. Hizo su debut el 10 de agosto de 2016, en la derrota de visita por 1 a 0 contra el Olimpia. El 28 de agosto, durante la victoria de 4 a 1 sobre el Honduras Progreso, en un encuentro disputado en el Estadio Morazán, convirtió el primer gol de su segunda etapa por el club «catedrático». Meses después, el 2 de noviembre, en un juego llevado a cabo en el Estadio Ceibeño, Róchez anotó un doblete que significó la victoria de 2 a 1 sobre el Vida.

### Atlanta United
El 17 de marzo de 2017 se anunció su traspaso en venta definitiva al Atlanta United, en donde tuvo como entrenador al argentino Gerardo Martino, quien no lo tomó en cuenta.

### C. D. Nacional
El 22 de agosto de 2017 se concretó su pase al C. D. Nacional de Portugal, luego de haber firmado un convenio por tres temporadas. Realizó su debut el 1 de octubre de 2017 en la derrota por 5 a 4 contra el Sporting de Braga II, además anotó uno de los goles de su equipo. El 31 de marzo de 2018 anotó un doblete ante el Sporting de Lisboa B en el triunfo de 3 a 2, Róchez le dio la vuelta a un marcador en contra de 2 a 1 y con ello se ganó los elogios de la afición «blanquinegra». El 6 de mayo de 2017, el club madeirense se consagró campeón de la Liga de Honra y, en consecuencia, ascendió a la Primeira Liga. Descendió en la Primeira Liga 2018-19 y un año más tarde volvió a ascender a la máxima categoría.

### Portimonense S. C.
En julio de 2022, después de cinco años en el equipo de la isla de Madeira en los que se convirtió en el máximo goleador histórico del club con 49 goles, se fue al Portimonense S. C. Debutó el 27 de agosto de 2022 en la victoria a domicilio, por 0-1, ante el C. S. Marítimo.

## Selección nacional

### Selecciones menores
En el mes de marzo fue convocado para participar en los Juegos Deportivos Centroamericanos 2013 en donde la selección de fútbol de Honduras sub-21 se adjudicó el título de campeón. Róchez anotó su primer gol el 11 de marzo, frente a la selección de fútbol de Guatemala sub-21, dándole así la victoria a su equipo por 1-0. En la final del torneo frente a Costa Rica también le dio el gol del triunfo a su equipo.
Luego, en 2014, fue convocado para disputar la clasificación para el Campeonato Sub-20 de la Concacaf de 2015 en El Salvador en donde anotó dos goles; uno frente a Belice en la goleada 5-0 y el otro ante Nicaragua en la victoria 3-1. Finalmente, Honduras consiguió la clasificación al Campeonato Sub-20 de la Concacaf de 2015 que se realizó en Jamaica.
El 30 de abril de 2015 se anunció que había sido convocado para disputar la Copa Mundial de Fútbol Sub-20 de 2015 en Nueva Zelanda.
Participaciones en Copas del Mundo
| Mundial                     | Sede          | Resultado      | Partidos | Goles |
| --------------------------- | ------------- | -------------- | -------- | ----- |
| Copa Mundial Sub-20 de 2015 | Nueva Zelanda | Fase de grupos | 3        | 2     |

### Selección absoluta
Ha sido internacional con la selección de fútbol de Honduras. Fue incluido en la lista preliminar de los jugadores que disputarían la Copa Mundial de Fútbol de 2014, pero no ingresó en la lista definitiva de 23 jugadores. El 29 de agosto de 2014 se anunció que Róchez había sido convocado para disputar la Copa Centroamericana 2014 con Honduras.
Participaciones en Copa Centroamericana
| Copa Centroamericana      | Sede           | Resultado    | Partidos | Goles |
| ------------------------- | -------------- | ------------ | -------- | ----- |
| Copa Centroamericana 2014 | Estados Unidos | Quinto lugar | 4        | 0     |

Participaciones en Eliminatorias Mundialistas
| Torneo                                | Sede     | Resultado    | Part. | Goles |
| ------------------------------------- | -------- | ------------ | ----- | ----- |
| Eliminatorias Mundialistas Catar 2022 | Concacaf | No clasificó | 3     | 0     |

Participaciones en Liga de Naciones
| Torneo                   | Sede     | Resultado        | Part. | Goles |
| ------------------------ | -------- | ---------------- | ----- | ----- |
| Liga de Naciones 2019-20 | Concacaf | Tercer lugar     | 2     | 0     |
| Liga de Naciones 2022-23 | Concacaf | Fase de grupos   | 3     | 0     |
| Liga de Naciones 2023-24 | Concacaf | Cuartos de final | 2     | 2     |

Goles internacionales
| N.º | Fecha                   | Sede                                                                       | Oponente    | Gol | Resultado | Competencia                   |
| --- | ----------------------- | -------------------------------------------------------------------------- | ----------- | --- | --------- | ----------------------------- |
| 1.  | 15 de octubre de 2023   | Estadio Nacional, Tegucigalpa, Honduras                                    | Cuba        | 4-0 | 4-0       | Liga de Naciones 2023-24      |
| 2.  | 17 de noviembre de 2023 | Estadio Nacional, Tegucigalpa, Honduras                                    | México      | 2-0 | 2-0       | Liga de Naciones 2023-24      |
| 3.  | 26 de marzo de 2024     | Shell Energy Stadium, Houston, Estados Unidos                              | El Salvador | 1-1 | 1-1       | Amistoso                      |
| 4.  | 9 de junio de 2024      | Dame Flora Duffy National Sports Centre, Hamilton, Bermuda                 | Bermuda     | 1-6 | 1-6       | Eliminatorias al Mundial 2026 |
| 5.  | 16 de junio de 2024     | Pratt & Whitney Stadium at Rentschler Field, East Hartford, Estados Unidos | Ecuador     | 1-1 | 2-1       | Amistoso                      |

## Estadísticas

### Clubes
Actualizado solo el total de partidos jugados el 13 de abril de 2024
| Real C. D. España Honduras | 1.ª                 | 2012-13             | 7   | 2   | -  | - | - | - | 7   | 2   | 0.29 |
| Real C. D. España Honduras | 1.ª                 | 2013-14             | 40  | 20  | -  | - | - | - | 40  | 20  | 0.5  |
| Real C. D. España Honduras | 1.ª                 | 2014-15             | 15  | 8   | -  | - | 3 | 1 | 18  | 9   | 0.5  |
| Real C. D. España Honduras | Total               | Total               | 62  | 30  | 0  | 0 | 3 | 1 | 65  | 31  | 0.48 |
| Orlando City S. C. Estados Unidos | 1.ª                 | 2015                | 16  | 3   | 0  | 0 | - | - | 16  | 3   | 0.19 |
| Orlando City S. C. Estados Unidos | 1.ª                 | 2016                | 0   | 0   | 0  | 0 | - | - | 0   | 0   | 0    |
| Orlando City S. C. Estados Unidos | Total               | Total               | 16  | 3   | 0  | 0 | 0 | 0 | 16  | 3   | 0.19 |
| Real C. D. España Honduras | 1.ª                 | 2016-17             | 15  | 6   | 0  | 0 | - | - | 15  | 6   | 0.4  |
| Real C. D. España Honduras | Total               | Total               | 15  | 6   | 0  | 0 | 0 | 0 | 15  | 6   | 0.4  |
| Atlanta United F. C. Estados Unidos | 1.ª                 | 2017                | 0   | 0   | 0  | 0 | - | - | 0   | 0   | 0    |
| Atlanta United F. C. Estados Unidos | Total               | Total               | 0   | 0   | 0  | 0 | 0 | 0 | 0   | 0   | 0    |
| C. D. Nacional Portugal | 2.ª                 | 2017-18             | 15  | 6   | 0  | 0 | - | - | 15  | 6   | 0.4  |
| C. D. Nacional Portugal | 1.ª                 | 2018-19             | 30  | 10  | 1  | 1 | - | - | 31  | 11  | 0.35 |
| C. D. Nacional Portugal | 2.ª                 | 2019-20             | 19  | 7   | 1  | 2 | - | - | 20  | 9   | 0.45 |
| C. D. Nacional Portugal | 1.ª                 | 2020-21             | 33  | 6   | 3  | 1 | - | - | 36  | 7   | 0.21 |
| C. D. Nacional Portugal | 2.ª                 | 2021-22             | 27  | 15  | 2  | 1 | - | - | 28  | 16  | 0.57 |
| C. D. Nacional Portugal | Total               | Total               | 124 | 44  | 7  | 5 | 0 | 0 | 131 | 49  | 0.37 |
| Portimonense S. C. Portugal | 1.ª                 | 2022-23             | 21  | 1   | 3  | 0 | - | - | 24  | 1   | 0.04 |
| Portimonense S. C. Portugal | Total               | Total               | 21  | 1   | 3  | 0 | 0 | 0 | 24  | 1   | 0.04 |
| U. D. Leiria Portugal | 2.ª                 | 2023-24             | 22  | 11  | 3  | 2 | - | - | 25  | 13  | 0.52 |
| U. D. Leiria Portugal | Total               | Total               | 22  | 11  | 3  | 2 | 0 | 0 | 25  | 13  | 0.52 |
| A. Petróleos de Luanda Angola | 1.ª                 | 2024-25             | 12  | 4   | 1  | 0 | 1 | 0 | 15  | 4   | 0.27 |
| A. Petróleos de Luanda Angola | Total               | Total               | 12  | 4   | 1  | 0 | 1 | 0 | 15  | 4   | 0.27 |
| C. D. Mafra Portugal | 2.ª                 | 2024-25             | 16  | 3   | -  | - | - | - | 16  | 3   | 0.19 |
| C. D. Mafra Portugal | Total               | Total               | 16  | 3   | 0  | 0 | 0 | 0 | 16  | 3   | 0.19 |
| Leixões S. C. Portugal | 2.ª                 | 2025-26             | 0   | 0   | -  | - | - | - | 0   | 0   | 0    |
| Leixões S. C. Portugal | Total               | Total               | 0   | 0   | 0  | 0 | 0 | 0 | 0   | 0   | 0    |
| Total en su carrera | Total en su carrera | Total en su carrera | 288 | 102 | 14 | 7 | 4 | 1 | 306 | 110 | 0.36 |
| (1) Incluye datos de la Lamar Hunt U.S. Open Cup, Copa de Portugal, Copa de la Liga de Portugal. (2) Incluye datos de la Liga de Campeones de la Concacaf. |                     |                     |     |     |    |   |   |   |     |     |      |

### Selección nacional
Actualizado al último partido jugado el 26 de marzo de 2024.
| 1.  | 3 de septiembre de 2014  | Estadio Memorial Robert F. Kennedy, Washington D. C., Estados Unidos | Belice                 | 2–0 |         | Copa Centroamericana 2014   |
| 2.  | 7 de septiembre de 2014  | Estadio Cotton Bowl, Dallas, Estados Unidos                          | El Salvador            | 0–1 |         | Copa Centroamericana 2014   |
| 3.  | 10 de septiembre de 2014 | Estadio BBVA Compass, Houston, Estados Unidos                        | Guatemala              | 0–2 |         | Copa Centroamericana 2014   |
| 4.  | 13 de septiembre de 2014 | Coliseo Memorial de Los Ángeles, Los Ángeles, Estados Unidos         | Nicaragua              | 1–0 |         | Copa Centroamericana 2014   |
| 5.  | 14 de noviembre de 2014  | Estadio Toyota, Toyota, Japón                                        | Japón                  | 0–6 |         | Amistoso                    |
| 6.  | 18 de noviembre de 2014  | Estadio Shaanxi Province, Xi'an, China                               | China                  | 0–0 |         | Amistoso                    |
| 7.  | 16 de diciembre de 2015  | Estadio Juan Ramón Brevé Vargas, Juticalpa, Honduras                 | Cuba                   | 2–0 |         | Amistoso                    |
| 8.  | 11 de octubre de 2018    | Estadio Olímpico Lluís Companys, Barcelona, España                   | Emiratos Árabes Unidos | 0–0 |         | Amistoso                    |
| 9.  | 16 de noviembre de 2018  | Estadio Nacional, Tegucigalpa, Honduras                              | Panamá                 | 1–0 |         | Amistoso                    |
| 10. | 20 de noviembre de 2018  | Estadio Germán Becker, Temuco, Chile                                 | Chile                  | 1–4 |         | Amistoso                    |
| 11. | 10 de octubre de 2019    | Estadio Hasely Crawford, Puerto España, Trinidad y Tobago            | Trinidad y Tobago      | 2–0 |         | Liga de Naciones 2019-20    |
| 12. | 13 de octubre de 2019    | Estadio Olímpico Metropolitano, San Pedro Sula, Honduras             | Martinica              | 1–0 |         | Liga de Naciones 2019-20    |
| 13. | 12 de noviembre de 2021  | Estadio Olímpico Metropolitano, San Pedro Sula, Honduras             | Panamá                 | 2–3 |         | Eliminatorias Catar 2022    |
| 14. | 30 de enero de 2022      | Estadio Olímpico Metropolitano, San Pedro Sula, Honduras             | El Salvador            | 0–2 |         | Eliminatorias Catar 2022    |
| 15. | 2 de febrero de 2022     | Allianz Field, Saint Paul, Estados Unidos                            | Estados Unidos         | 0–3 |         | Eliminatorias Catar 2022    |
| 16. | 3 de junio de 2022       | Estadio Ergilio Hato, Willemstad, Curazao                            | Curazao                | 1–0 |         | Liga de Naciones 2022-23    |
| 17. | 6 de junio de 2022       | Estadio Olímpico Metropolitano, San Pedro Sula, Honduras             | Curazao                | 1–2 |         | Liga de Naciones 2022-23    |
| 18. | 13 de junio de 2022      | Estadio Olímpico Metropolitano, San Pedro Sula, Honduras             | Canadá                 | 2–1 |         | Liga de Naciones 2022-23    |
| 19. | 23 de septiembre de 2022 | Hard Rock Stadium, Miami, Estados Unidos                             | Argentina              | 0–3 |         | Amistoso                    |
| 20. | 27 de septiembre de 2022 | Shell Energy Stadium, Houston, Estados Unidos                        | Guatemala              | 2–1 |         | Amistoso                    |
| 21. | 15 de octubre de 2023    | Estadio Chelato Uclés, Tegucigalpa, Honduras                         | Cuba                   | 4–0 | Anotado | Liga de Naciones 2023-24    |
| 22. | 17 de noviembre de 2023  | Estadio Chelato Uclés, Tegucigalpa, Honduras                         | México                 | 2–0 | Anotado | Liga de Naciones 2023-24    |
| 23. | 23 de marzo de 2024      | Toyota Stadium, Frisco, Estados Unidos                               | Costa Rica             | 1–2 |         | Repechaje Copa América 2024 |
| 24. | 26 de marzo de 2024      | Shell Energy Stadium, Houston, Estados Unidos                        | El Salvador            | 1–1 | Anotado | Amistoso                    |

### Resumen estadístico
| Competición           | Partidos | Goles | Promedio |
| --------------------- | -------- | ----- | -------- |
| Liga                  | 252      | 87    | 0.35     |
| Copas nacionales      | 11       | 6     | 0.55     |
| Copas internacionales | 3        | 1     | 0.33     |
| Selección de Honduras | 22       | 2     | 0.1      |
| Total                 | 288      | 96    | 0.33     |

## Palmarés

### Campeonatos nacionales
| Título                       | Club           | País     | Año     |
| ---------------------------- | -------------- | -------- | ------- |
| Liga Nacional de Honduras    | Real España    | Honduras | 2013    |
| Segunda División de Portugal | C. D. Nacional | Portugal | 2017-18 |

### Campeonatos internacionales
| Título                                            | Club                                   | País       | Año  |
| ------------------------------------------------- | -------------------------------------- | ---------- | ---- |
| Medalla de Oro Juegos Deportivos Centroamericanos | Selección de fútbol de Honduras sub-21 | Costa Rica | 2013 |

### Distinciones individuales
| Distinción                                     | Año  |
| ---------------------------------------------- | ---- |
| Campeón goleador del Apertura 2013 de Honduras | 2013 |
| Subcampeón goleador de la Temporada 2013-2014  | 2014 |